# Anass Salah-Eddine
Anass Salah-Eddine (Amsterdam, 18 januari 2002) is een Marokkaans-Nederlands voetballer die sinds januari 2025 voor AS Roma uitkomt. Eerder kwam hij uit voor AFC Ajax en FC Twente. Salah-Eddine speelt meestal linksback of op het middenveld.

## Carrière

### Ajax
Salah-Eddine speelde in de jeugd van Blauw-Wit Amsterdam, RKSV Pancratius, AFC en AZ. Sinds 2018 speelt hij in de jeugdopleiding van Ajax, waar hij een contract tot medio 2021 tekende. Hij debuteerde in het betaald voetbal op 13 januari 2020, in de met 0-0 gelijkgespeelde uitwedstrijd in de Eerste divisie tegen Jong PSV.
In seizoen 2021/22 kreeg Salah-Eddine vanaf 15 oktober veel speeltijd in Jong Ajax na een blessure bij zijn concurrent op de linksbackpositie, Youri Baas. Tijdens de met 2-1 verloren bekerfinale zat Salah-Edinne op de bank bij het eerste elftal van Ajax. Zijn debuut in het eerste elftal volgde via een invalbeurt tijdens de laatste competitiewedstrijd tegen Vitesse.

### Verhuur aan FC Twente
In augustus 2022 verlengde Salah-Eddine zijn contract bij Ajax tot medio 2025 en werd hij voor het seizoen 2022/23 verhuurd aan FC Twente.
Hij heeft een assist in de UEFA Europa Conference League-kwalificatie op zijn naam staan, in de wedstrijd tegen FK Čukarički.

### Terugkeer bij Ajax
In seizoen 2023/24 keerde hij terug naar Ajax. In de voorbereiding van het eerste elftal en de eerste competitiewedstrijden kreeg hij vrij veel speeltijd. Hierna kreeg hij veel concurrentie van de nieuwe spelers Gastón Ávila en Borna Sosa. Daarna werd hij ook nog gepasseerd door Ar'Jany Martha.

### FC Twente
Op 1 februari 2024 tekende Salah-Eddine een contract tot medio 2027 bij FC Twente.

### AS Roma
Op 3 februari 2025 tekende Salah-Edine een contract voor meerdere seizoenen bij AS Roma. AS Roma betaalde FC Twente meer dan 8 miljoen euro. Het bedrag kan door bonussen nog oplopen.

## Statistieken

### Beloften
| Seizoen         | Club            | Competitie      | Competitie | Competitie | Beker | Beker | Internationaal | Internationaal | Totaal | Totaal |
| Seizoen         | Club            | Competitie      | Wed.       | Dlp.       | Wed.  | Dlp.  | Wed.           | Dlp.           | Wed.   | Dlp.   |
| --------------- | --------------- | --------------- | ---------- | ---------- | ----- | ----- | -------------- | -------------- | ------ | ------ |
| 2019/20         | Jong Ajax       | Eerste divisie  | 1          | 0          | 0     | 0     | —              | —              | 1      | 0      |
| 2020/21         | Jong Ajax       | Eerste divisie  | 3          | 0          | 0     | 0     | —              | —              | 3      | 0      |
| 2021/22         | Jong Ajax       | Eerste divisie  | 21         | 1          | 0     | 0     | —              | —              | 21     | 1      |
| 2023/24         | Jong Ajax       | Eerste divisie  | 10         | 1          | 0     | 0     | —              | —              | 10     | 1      |
| Club totaal     | Club totaal     | Club totaal     | 35         | 2          | 0     | 0     | 0              | 0              | 35     | 2      |
| Carrière totaal | Carrière totaal | Carrière totaal | 35         | 2          | 0     | 0     | 0              | 0              | 35     | 2      |

Bijgewerkt op 24 januari 2024.

### Senioren
| Seizoen         | Club            | Land               | Competitie      | Competitie | Competitie | Beker | Beker | Internationaal | Internationaal | Overig | Overig | Totaal | Totaal |
| Seizoen         | Club            | Land               | Competitie      | Wed.       | Dlp.       | Wed.  | Dlp.  | Wed.           | Dlp.           | Wed.   | Dlp.   | Wed.   | Dlp.   |
| --------------- | --------------- | ------------------ | --------------- | ---------- | ---------- | ----- | ----- | -------------- | -------------- | ------ | ------ | ------ | ------ |
| 2021/22         | Ajax            | Vlag van Nederland | Eredivisie      | 1          | 0          | 0     | 0     | 0              | 0              | 0      | 0      | 1      | 0      |
| 2023/24         | Ajax            | Vlag van Nederland | Eredivisie      | 6          | 0          | 0     | 0     | 3              | 0              | 0      | 0      | 9      | 0      |
| Club totaal     | Club totaal     | Club totaal        | Club totaal     | 7          | 0          | 0     | 0     | 3              | 0              | 0      | 0      | 10     | 0      |
| 2022/23         | → FC Twente     | Vlag van Nederland | Eredivisie      | 14         | 0          | 2     | 0     | 1              | 0              | 0      | 0      | 17     | 0      |
| 2023/24         | FC Twente       | Vlag van Nederland | Eredivisie      | 6          | 0          | 0     | 0     | 0              | 0              | 0      | 0      | 6      | 0      |
| 2024/25         | FC Twente       | Vlag van Nederland | Eredivisie      | 18         | 2          | 1     | 0     | 10             | 0              | 0      | 0      | 29     | 2      |
| Club totaal     | Club totaal     | Club totaal        | Club totaal     | 38         | 2          | 3     | 0     | 11             | 0              | 0      | 0      | 52     | 2      |
| 2024/25         | AS Roma         | Vlag van Italië    | Serie A         | 3          | 0          | 0     | 0     | 0              | 0              | 0      | 0      | 3      | 0      |
| Carrière totaal | Carrière totaal | Carrière totaal    | Carrière totaal | 48         | 2          | 3     | 0     | 14             | 0              | 0      | 0      | 65     | 2      |

Bijgewerkt op 13 augustus 2025.
 Nederland onder 17
- UEFA EK onder 17: 2019